# Shea Weber
Shea Weber (* 14. srpna 1985, Sicamous, Britská Kolumbie, Kanada) je bývalý kanadský hokejový obránce.
V červenci 2010 byl po odchodu Jasona Arnotta do New Jersey Devils zvolen nejmladším kapitánem v historii klubu.

## Ocenění a úspěchy
- 2004 CHL – Memorial Cup All-Star Tým
- 2004 WHL – Druhý západní All-Star Tým
- 2005 CHL – Druhý All-Star Tým
- 2005 WHL – První All-Star Tým
- 2005 WHL – Nejužitečnější hráč v playoff
- 2006 AHL – Nejlepší střelec v playoff
- 2007 NHL – YoungStars Roster
- 2009 NHL – All-Star Game
- 2009 MS – All-Star Tým
- 2009 MS – Nejlepší obránce
- 2009 MS – Nejlepší nahrávač mezi obránce
- 2009 MS – Nejproduktivnější obránce
- 2009 MS – Top tří nejlepších hráčů v týmu
- 2010 OH – All-Star Tým
- 2011 NHL – All-Star Game
- 2011 NHL – První All-Star Tým
- 2012 NHL – All-Star Game
- 2012 NHL – První All-Star Tým
- 2012 NHL – Nejlepší střelec mezi obránce
- 2014 NHL – Nejlepší střelec mezi obránce
- 2014 NHL – Druhý All-Star Tým
- 2015 NHL – All-Star Game
- 2015 NHL – Druhý All-Star Tým
- 2017 NHL – All-Star Game
- 2020 NHL – All-Star Game

## Prvenství
- Debut v NHL – 6. ledna 2006 (Nashville Predators proti Detroit Red Wings)
- První asistence v NHL – 15. ledna 2006 (Nashville Predators proti Pittsburgh Penguins)
- První gól v NHL – 6. dubna 2006 (St. Louis Blues proti Nashville Predators, rakouskému brankáři Reinhard Divis)
- První hattrick v NHL – 5. prosince 2015 (Detroit Red Wings proti Nashville Predators)

## Klubová statistika
| Sezóna       | Klub                | Soutěž       |       | Základní část | Základní část | Základní část | Základní část | Základní část |    | Play off | Play off | Play off | Play off | Play off |
| Sezóna       | Klub                | Soutěž       | Z     | G             | A             | B             | TM            | Z             | G  | A        | B        | TM       |          |          |
| 2001–02      | Sicamous Eagles     | KIJHL        | 47    | 9             | 33            | 42            | 87            | —             | —  | —        | —        | —        |          |          |
| 2001–02      | Kelowna Rockets     | WHL          | 5     | 0             | 0             | 0             | 0             | —             | —  | —        | —        | —        |          |          |
| 2002–03      | Kelowna Rockets     | WHL          | 70    | 2             | 16            | 18            | 167           | 19            | 1  | 4        | 5        | 26       |          |          |
| 2003–04      | Kelowna Rockets     | WHL          | 60    | 12            | 20            | 32            | 126           | 17            | 3  | 14       | 17       | 16       |          |          |
| 2004–05      | Kelowna Rockets     | WHL          | 55    | 12            | 29            | 41            | 95            | 18            | 9  | 8        | 17       | 25       |          |          |
| 2005–06      | Milwaukee Admirals  | AHL          | 46    | 12            | 15            | 27            | 49            | 14            | 6  | 5        | 11       | 16       |          |          |
| 2005–06      | Nashville Predators | NHL          | 28    | 2             | 8             | 10            | 42            | 4             | 2  | 0        | 2        | 8        |          |          |
| 2006–07      | Nashville Predators | NHL          | 79    | 17            | 23            | 40            | 60            | 5             | 0  | 3        | 3        | 2        |          |          |
| 2007–08      | Nashville Predators | NHL          | 54    | 6             | 14            | 20            | 49            | 6             | 1  | 3        | 4        | 6        |          |          |
| 2008–09      | Nashville Predators | NHL          | 81    | 23            | 30            | 53            | 80            | —             | —  | —        | —        | —        |          |          |
| 2009–10      | Nashville Predators | NHL          | 78    | 16            | 27            | 43            | 36            | 6             | 2  | 1        | 3        | 4        |          |          |
| 2010–11      | Nashville Predators | NHL          | 82    | 16            | 32            | 48            | 56            | 12            | 3  | 2        | 5        | 8        |          |          |
| 2011–12      | Nashville Predators | NHL          | 78    | 19            | 30            | 49            | 46            | 10            | 2  | 1        | 3        | 9        |          |          |
| 2012–13      | Nashville Predators | NHL          | 48    | 9             | 19            | 28            | 48            | —             | —  | —        | —        | —        |          |          |
| 2013–14      | Nashville Predators | NHL          | 79    | 23            | 33            | 56            | 52            | —             | —  | —        | —        | —        |          |          |
| 2014–15      | Nashville Predators | NHL          | 78    | 15            | 30            | 45            | 72            | 2             | 0  | 1        | 1        | 2        |          |          |
| 2015–16      | Nashville Predators | NHL          | 78    | 20            | 31            | 51            | 27            | 14            | 3  | 4        | 7        | 18       |          |          |
| 2016–17      | Montreal Canadiens  | NHL          | 78    | 17            | 25            | 42            | 38            | 6             | 1  | 2        | 3        | 5        |          |          |
| 2017–18      | Montreal Canadiens  | NHL          | 26    | 6             | 10            | 16            | 14            | —             | —  | —        | —        | —        |          |          |
| 2018–19      | Montreal Canadiens  | NHL          | 58    | 14            | 19            | 33            | 28            | —             | —  | —        | —        | —        |          |          |
| 2019–20      | Montreal Canadiens  | NHL          | 65    | 15            | 21            | 36            | 33            | 10            | 3  | 2        | 5        | 16       |          |          |
| 2020–21      | Montreal Canadiens  | NHL          | 48    | 6             | 13            | 19            | 33            | 22            | 1  | 5        | 6        | 28       |          |          |
| Celkem v NHL | Celkem v NHL        | Celkem v NHL | 1,038 | 224           | 365           | 589           | 714           | 97            | 18 | 24       | 42       | 106      |          |          |

## Reprezentace
| Rok                       | Tým                       | Soutěž                    | Z  | G  | A  | B  | TM |
| ------------------------- | ------------------------- | ------------------------- | -- | -- | -- | -- | -- |
| 2005                      | Kanada 20                 | MSJ                       | 6  | 0  | 0  | 0  | 10 |
| 2007                      | Kanada                    | MS                        | 6  | 1  | 1  | 2  | 31 |
| 2009                      | Kanada                    | MS                        | 9  | 4  | 8  | 12 | 6  |
| 2010                      | Kanada                    | OH                        | 7  | 2  | 4  | 6  | 2  |
| 2014                      | Kanada                    | OH                        | 6  | 3  | 3  | 6  | 0  |
| 2016                      | Kanada                    | SP                        | 5  | 0  | 0  | 0  | 0  |
| Juniorská kariéra celkově | Juniorská kariéra celkově | Juniorská kariéra celkově | 6  | 0  | 0  | 0  | 10 |
| Seniorská kariéra celkově | Seniorská kariéra celkově | Seniorská kariéra celkově | 33 | 10 | 16 | 26 | 39 |